# Gastracanthus erythrogaster
Gastracanthus erythrogaster är en stekelart som först beskrevs av Dalla Torre 1898.  Gastracanthus erythrogaster ingår i släktet Gastracanthus och familjen puppglanssteklar. Inga underarter finns listade i Catalogue of Life.